# Souk Ed Dziria
Le souk Ed Dziria  (arabe : سوق الجزيرية) ou souk des Algériens est l'un des souks de la médina de Tunis.
Peu d'informations sont disponibles sur celui-ci, certains rapportent qu’il était occupé par des vendeurs d'origine algérienne, alors que d'autres indiquent que leurs produits étaient importés de ce pays.

## Localisation
Il est situé à l'ouest de la mosquée Zitouna. Il s'agit d'une ruelle du souk El Berka, c'est pourquoi on y trouve que des bijoutiers.